# Grönsakstorget, Jönköping
Grönsakstorget, eller Grännatorget, var ett litet salutorg i Jönköping kring århundradeskiftet 1800/1900. På 1890-talet gjordes utfyllnader på den norra Munksjöstranden, och mot vattnet anlades den nya gatan Södra Strandgatan utanför de långsmala Smedjegatstomterna samt en stenskodd kaj. Kajen sträckte sig fram till, och inkluderande Fisktorget i Munksjöns nordöstra hörn.
I den västra ändan av Södra Strandgatan vidgades Hoppets gränd mellan det som idag är Hoppets torg vid Smedjegatans mynning i Östra Storgatan, och utefter denna gränd, mellan Smedjegatan och Södra Strandgatan, byggdes 1898-1901 ett för denna tid mycket stort bank- och bostadshus, Sparbankshuset för Jönköpings stads och läns sparbank. Vid Södra Strandgatans västra ände låg också från 1902 en saluhall i det Kruckenbergska huset, i vilket Automatrestauranten i Jönköping några år senare inrättade en matservering efter tyskt mode någon gång efter 1903. 
På den öppna platsen på kajen framför Kruckenbergska huset skedde torghandel med grönsaker, blommor och korgar. Kajen användes också som tilläggsplats för passagerarbåtar.